# Loyal (thị trấn), Wisconsin
Loyal là một thị trấn thuộc quận Clark, tiểu bang Wisconsin, Hoa Kỳ. Năm 2010, dân số của thị trấn này là 808 người.